# Callan Foote
Callan Hayden „Cal“ Foote (* 13. Dezember 1998 in Englewood, Colorado) ist ein US-amerikanisch-kanadischer Eishockeyspieler, der seit September 2024 beim MHk 32 Liptovský Mikuláš aus slowakischen Extraliga unter Vertrag steht. Zuvor verbrachte der Verteidiger fünf Jahre in der Organisation der Tampa Bay Lightning, mit denen er in den Playoffs 2021 den Stanley Cup gewann, und spielte kurzzeitig für die Nashville Predators und New Jersey Devils in der National Hockey League (NHL).

## Karriere
Foote, der im US-amerikanischen Englewood im Bundesstaat Colorado zur Welt kam, während sein Vater Adam Foote für die Colorado Avalanche in der National Hockey League (NHL) spielte, verbrachte seine Juniorenzeit zunächst in Colorado, wo er bis ins Jahr 2015 hinein in der Tier 1 Elite Hockey League (T1EHL) für die Colorado Thunderbirds auflief. Anschließend absolvierte der Verteidiger zwei Spiele für die Omaha Lancers in der United States Hockey League (USHL). Zur Spielzeit 2015/16 zog es Foote in die Western Hockey League (WHL), die ihn bereits zwei Jahre zuvor in ihrem ligainternen Entry Draft ausgewählt hatten. In Diensten der Rockets stand der Abwehrspieler insgesamt drei Spieljahre bis zum Sommer 2018. Während dieses Zeitraums absolvierte er 238 Spiele in der WHL und wurde im NHL Entry Draft 2017 bereits an 14. Gesamtposition von den Tampa Bay Lightning aus der NHL ausgewählt. Seine Juniorenkarriere schloss er mit der Wahl ins West First All-Star Team der Liga ab.
Nachdem Foote im April 2018 einen Einstiegsvertrag bei den Tampa Bay Lightning unterzeichnet hatte, kam er noch im Verlauf der Saison 2017/18 zu seinem Profidebüt. Der Defensivakteur absolvierte sechs Partien für das Lightning-Farmteam Syracuse Crunch. Dem Kader der Crunch gehörte Foote bis zum Beginn der Spielzeit 2020/21 an, ehe er im Januar 2021 erstmals in den NHL-Kader Tampas berufen wurde und sich dort etablierte. Am Ende der Stanley-Cup-Playoffs 2021 gewann er mit den Tampa Bay Lightning den prestigeträchtigen Stanley Cup. Der für ihn zweite Titel in Folge – für die Lightning gar der dritte – wurde im Endspiel der Playoffs 2022 durch eine 2:4-Niederlage gegen Colorado knapp verpasst.
Nach knapp fünf Jahren bei den Lightning wurde er im Februar 2023 mitsamt fünf Draft-Wahlrechten an die Nashville Predators abgegeben, während Tanner Jeannot nach Tampa wechselte. Konkret erhielten die Predators dabei ein konditionales Erstrunden-Wahlrecht im NHL Entry Draft 2025, ein Zweitrunden-Wahlrecht im NHL Entry Draft 2024 sowie je ein Dritt-, Viert- und Fünftrunden-Wahlrecht im NHL Entry Draft 2023. Das Erstrunden-Wahlrecht sollte sich dabei um ein Jahr nach hinten verschieben, sofern es sich unter den ersten zehn Positionen befand, was allerdings nicht eintrat. Nach der Saison 2022/23 wurde sein auslaufender Vertrag in Nashville nicht verlängert, woraufhin er sich im August 2023 als Free Agent für zunächst ein Jahr den New Jersey Devils anschloss.
Im Januar 2024 wurde bekannt, dass Foote neben Carter Hart, Michael McLeod, Dillon Dubé und Alex Formenton der gemeinschaftlichen sexuellen Nötigung beschuldigt wird, die im Juni 2018 stattgefunden haben soll. Das diesbezügliche Gerichtsverfahren steht noch aus. Sein auslaufender Vertrag wurde im Sommer 2024 nicht verlängert, sodass er im September desselben Jahres ein Arbeitspapier beim MHk 32 Liptovský Mikuláš aus slowakischen Extraliga – seiner ersten Station im europäischen Ausland – unterzeichnete.

### International
Für sein Heimatland Kanada nahm Foote im Juniorenbereich an der U20-Junioren-Weltmeisterschaft 2018 teil. Dabei gewann er mit dem Team die Goldmedaille, wozu er in sieben Turnierspielen drei Assists beisteuerte.

## Erfolge und Auszeichnungen
- 2018 Goldmedaille bei der U20-Junioren-Weltmeisterschaft
- 2018 WHL West First All-Star Team
- 2021 Stanley-Cup-Gewinn mit den Tampa Bay Lightning

## Karrierestatistik
Stand: Ende der Saison 2024/25

### International
Vertrat Kanada bei:
- U20-Junioren-Weltmeisterschaft 2018

(Legende zur Spielerstatistik: Sp oder GP = absolvierte Spiele; T oder G = erzielte Tore; V oder A = erzielte Assists; Pkt oder Pts = erzielte Scorerpunkte; SM oder PIM = erhaltene Strafminuten; +/− = Plus/Minus-Bilanz; PP = erzielte Überzahltore; SH = erzielte Unterzahltore; GW = erzielte Siegtore; 1 Play-downs/Relegation; Kursiv: Statistik nicht vollständig)

## Familie
Footes Vater Adam war ebenfalls Eishockeyspieler in der National Hockey League, in der er über 1.300 Partien bestritt und zweimal den Stanley Cup mit der Colorado Avalanche gewann. Zudem wurde er mit der kanadischen Nationalmannschaft Olympiasieger und siegte beim World Cup of Hockey 2004. Cal Footes jüngerer Bruder Nolan wurde im NHL Entry Draft 2019 ebenfalls von den Tampa Bay Lightning ausgewählt, debütierte jedoch ein Jahr später für die New Jersey Devils in der NHL.